# ExxonMobil
Exxon Mobil Corporation, или ExxonMobil, је америчка мултинационална нафтна и гасна компанија, и директни је наследник Рокфелерове Standard Oil компаније. Компанија је формирана 30. новембра 1999. године, спајањем Exxon и Mobil компаније. Примарни брендови Ексон мобила су Ексон, Мобил, Есо и Ексон мобил хемикал. Ексон мобил је регистрован у држави Њу Џерзи.
Ексон мобил је једна од највећих јавних компанија у свету и налази се 3. на Fortune Global 500 листи. Резерве нафте компаније, на крају 2007. године, износиле су 72 милијарди барела, и очекује се да ће да трају 14 година. Са 37 рафинерија нафте у 21 земљи и дневним капацитетом прераде од 6,3 милиона барела, ExxonMobil је једна је од највећих рафинерија у свету. Као једна од највећих светских компанија по приходу, Ексон мобил је од 1996. до 2017. варирала од прве до шесте највеће компаније којом се тргује по тржишној капитализацији. Ова компанија је 2016. била рангирана на трећем месту на листи Форбес Глобал 2000. Ексон мобил је била десета најпрофитабилнија компанија у Форчун 500 у 2017. години. Од 2018. године, компанија је заузела друго место на ранг листи Форчуне 500 највећих америчких корпорација по укупном приходу. Приближно 55,56% акција компаније држе институције. Од марта 2019. године највећи акционари Ексон мобила укључују Вангард групу (8,15%), BlackRock (6,61%) и State Street Corporation (4,83%).
Ексон мобил је једна од највећих светских великих нафтних компанија. Према подацима из 2007, ова компанија је имала дневну производњу од 3,921 милиона БОЕ (нафти еквивалентних барела); али знатно мање од других националних компанија. У 2008. години ово је било приближно 3% светске производње, што је мање од неколико највећих државних нафтних компанија. Када се рангира по резервама нафте и гаса, заузима 14. место у свету - са мање од 1% од тотала. Резерве Ексон мобила биле су 20 милијарди БОЕ на крају 2016. године, а очекивало се да ће стопе производње у 2007. трајати више од 14 година. Са 37 рафинерија нафте у 21 земљи, што чини комбиновани дневни капацитет прераде од 6,3 Mbbl (1.000.000 m3), Ексон мобил је седмо највеће рафинеријско предузеће на свету, наслов који је такође био повезан са Стандард Оилом од његовог оснивања 1870. године.Стандард Оил
Ексон мобил је био критикован због спорог одговора на напоре за чишћење након изливања нафте Ексон Валдеза на Аљасци 1989. године, које се сматра једним од најгорих изливања нафте на свету у погледу штете по животну средину. Ексон мобил има историју лобирања за порицање климатских промена и против научног консензуса да је глобално загревање узроковано сагоревањем фосилних горива. Компанија је такође била мета оптужби за неправилно бављење питањима људских права, утицај на америчку спољну политику и њен утицај на будућност нација.

## Историја
Ексонмобил води своје корене од Вакуум оил компаније, основане 1866. године. Вакуум оил је касније купила фирма Стандард оил 1879. године. Организација се одвојила од Стандарда 1911. при његовом распаду и спојена од стране Стандард оил компанијом из Њујорка (Сокони), касније познатом као Мобил, 1931. Након распада 1911, Стандард оил је наставио да постоји преко своје подружнице у Њу Џерсију, понекад зване Џерси стандард, и задржан је назив Стандард оил у већем делу источних Сједињених Држава. Џерси стандард се увећао куповином Хамбл оила током 1930-их и постао доминантна нафтна компанија на светској сцени. Недостатак власништва компаније над именом Стандард оил широм Сједињених Држава, међутим, довео је до промене имена како би се сви њени брендови објединили под једним именом, одлучивши да се назив Ексон 1972. године уместо да се настави са употребом три различита бренда Esso, Enco, и Humble.
Године 1998, две компаније су се сложиле да се споје и формирају Ексонмобил, са склапањем уговора 30. новембра 1999. Две компаније су навеле ниже цене нафте и бољу способност да се такмиче са другим државним нафтним компанијама изван Сједињених Држава као што су Пемекс и Арамко. Уговором су се две компаније практично спојиле, при чему је име нове компаније садржало оба трговачка имена њених непосредних претходника. Међутим, структура спајања је предвиђала да је Ексон преживела компанија која је купила Мобил, уместо да се ствара нова компанија.

## Операције
Ексонмобил је највећа компанија у власништву владе у енергетској индустрији и производи око 3% светске нафте и око 2% светске енергије.
Ексонмобил је вертикално интегрисан у бројне глобалне оперативне дивизије. Ове дивизије су груписане у три категорије за референтне сврхе, иако компанија такође има неколико самосталних одељења, као што су Угаљ & Минерали. Такође поседује стотине мањих подружница као што су XTO Energy и SeaRiver Maritime. Ексонмобил такође има већински власнички удео у Imperial Oil.
- Узводно (истраживање нафте, вађење, отпрема и велепродајне операције)[66][67][68]
- Производна решења (низводно, хемијска)[69][70][71][72]
- Решења са ниским садржајем угљеника[73]

### Истраживања и производња
Одељење истраживања и производње чини већину прихода Ексонмобила, чинећи приближно 70%. У 2021, Ексонмобил је имао око 30 милијарди барела нафте и еквивалената нафте, као и 38,1 милијарду кубних стопа природног гаса.
У Сједињеним Државама, Ексонмобилове активности истраживања и производње нафте концентрисане су у Пермском басену, Бакен формацији, Вудфордски шкриљци, Кејни шкриљци и Мексичком заливу. Поред тога, Ексонмобил има неколико гасних постројења у регионима Марселус формације, Јутика формације, Хејнсвил формације, Барнет формације и Фејетвил формације. Све активности природног гаса обавља њена подружница, XTO Energy. Према подацима од 31. децембра 2014, Ексонмобил је поседовао 14,6×106 acres (59.000 km2) у Сједињеним Државама, од чега је 1,7×106 acres (6.900 km2) било на мору, од чега је 1,5×106 acres (6.100 km2) било у Мексичком заливу. У Калифорнији има заједничко предузеће под називом Aera Energy LLC са Shell Oil. У Канади, компанија држи 5,4×106 acres (22.000 km2), укључујући 1×106 acres (4.000 km2) на мору и 0,7×106 acres (2.800 km2) пројекта Керл оил сандс.
У Аргентини, Ексонмобил поседује 0,9×106 acres (3.600 km2) и 4,9×106 acres (20.000 km2) у Немачкој. У Холандији Ексонмобил поседује 1,5×106 acres (6.100 km2), у Норвешкој поседује 0,4×106 acres (1.600 km2) на мору, а у Уједињеном Краљевству 0,6×106 acres (2.400 km2) на мору. У Африци, узводне операције су концентрисане у Анголи, где поседује 0,4×106 acres (1.600 km2) на мору, у Чаду где поседује 46.000 acres (19.000 ha), Екваторијалној Гвинеји, где поседује 0,1×106 acres (400 km2) на мору и Нигерији, где поседује 0,8×106 acres (3.200 km2) на мору. Поред тога, Ексонмобил планира да започне истражне активности на обалама Либерије и Обале Слоноваче. У прошлости, Ексонмобил је имао истражне активности на Мадагаскару, међутим ове операције су окончане због незадовољавајућих резултата.
У Азији, има 9.000 acres (3.600 ha) у Азербејџану, 1,7×106 acres (6.900 km2) у Индонезији, од чега је 1,3×106 acres (5.300 km2) на мору, 0,7×106 acres (2.800 km2) у Ираку, 0,3×106 acres (1.200 km2) у Казахстану, 0,2×106 acres (810 km2) у Малезији, 65.000 acres (26.000 ha) у Катару, 10.000 acres (4.000 ha) у Јемену, 21.000 acres (8.500 ha) у Тајланду, 81.000 acres (33.000 ha) у Уједињеним Арапским Емиратима.
У Аустралији, Ексонмобил је држао 1,7×106 acres (6.900 km2), укључујући 1,6×106 acres (6.500 km2) на мору. Такође управља постројењем за кондиционирање гаса Лонгфорд и учествује у развоју Горгон ЛНГ пројекта. У Папуи Новој Гвинеји, има 1,1×106 acres (4.500 km2), укључујући и пројекат ПНГ гас.

#### Руске операције
До Руске инвазије на Украјину 2022, Ексонмобил је држао 85.000 acres (34.000 ha) у пројекту Сахалин-I. преко своје подружнице Ексон Нефтегас. Заједно са Роснефтом, развијено је 63,6×106 acres (257.000 km2) у Русији, укључујући Источно-Приновоземељско поље. Међутим, након што је почела руска инвазија 2022. године, Ексонмобил је објавио да се у потпуности повлачи из Русије и из Сахалина-I, и покренуо је тужбу против Руске савезне владе 30. августа.

### Продуктна решења
Ексонмобил је формирао своју дивизију за производна решења 2022. године, комбинујући своја раније засебна одељења за производњу и хемикалије у једну компанију.

#### Низводно и малопродаја
Ексонмобил пласира производе широм света под брендовима Exxon, Мобил и Esso. Мобил је Ексонмобилов примарни малопродајни бренд бензина у Калифорнији, Флориди, Њујорку, Новој Енглеској, Великим језерима и Средњем западу. Ексон је примарни бренд у остатку Сједињених Држава, са највећом концентрацијом малопродајних објеката који се налазе у Њу Џерсију, Пенсилванији, Тексасу (дели са Мобилом), и у средњоатлантским и југоисточним државама. Ексонмобил има станице у 46 држава, одмах иза Шела САД и испред Филипса 66. Одсутан је само на Аљасци, Хавајима, Ајови и Канзасу.
Изван Сједињених Држава, Есо и Мобил се првенствено користе, при чему Есо послује у 14 земаља, а Мобил у 29 земаља и региона.
У Јапану, Ексонмобил је имао 22% удела у Тоненгенерал Секију К.К., рафинерској компанији која се спојила са Енеосом 2017. године.
Примарни малопродајни брендови Ексонмобила широм света су Exxon, Esso, Mobil, при чему се први користи искључиво у Сједињеним Државама, а друга два се користе у већини других земаља у којима Ексонмобил послује. Есо је једини од његових брендова који се широко не користи у Сједињеним Државама. Од 2008. године Мобил је једини бренд за мазива компаније. Ексонмобил је од 2018. године водио програм лојалности, Ексонмобил награде+, где купци зарађују наградне поене приликом пуњења на станицама у Сједињеним Државама и касније и у Уједињеном Краљевству.

#### Хемикалије
Ексонмобил хемикалије је петрохемијска компанија која је настала спајањем Ексонове и Мобилове хемијске индустрије 1999. Њени главни производи укључују базне олефине и ароматике, етилен гликол, полиетилен и полипропилен заједно са специјалним линијама као што су еластомери, пластификатори, растварачи, процесни флуиди, оксо алкохоли и лепљиве смоле. Компанија такође производи синтетичка основна средства за подмазивање, као и адитиве за мазива, пропиленске фолије за паковање и катализаторе. Ексонмобил је највећи произвођач бутил гуме. Инфинеум, заједничко предузеће са Шел плц, производи и продаје адитиве за подмазивање картера, адитиве за гориво и специјалне адитиве за мазива, као и течности за аутоматске мењаче, уља за мењаче и индустријска уља.

#### Спонзорства
Мобил 1, бренд синтетичког моторног уља, је главни спонзор више тркачких тимова и као званично моторно уље NASCAR-а од 2003. године. Ексонмобил је тренутно у партнерству са Оракл Ред Бул Рејсинг у Формули 1 и Калита моторспортом.

#### Рафинерије
Ексонмобил води 21 рафинерију широм света, а компанија тврди да је 80% њених капацитета за прераду интегрисано са хемијским или мазивним основним материјалима. Ексонмобилова највећа рафинерија је њена Бомонт рафинерија, а друга по величини у Сједињеним Државама је Бејтаун рафинерија, која се налази у Бејтауну у Тексасу. Његова свеукупно друга највећа рафинерија је постројење на острву Џуронг у Сингапуру. Просечан глобални капацитет прераде Ексонмобила био је 4,6 милиона барела дневно, при чему су Сједињене Државе произвеле већи део прерађивачког капацитета компаније са око 1,77 милиона барела дневно. Корпоративни веб-сајт Ексонмобилов тврди да прерађује скоро 5 милиона барела дневно.
Ексонмобил је био једна од ретких рафинерија у САД која је значајно проширила капацитете након индустријског пада који се одвио током пандемије Ковида-19. Компанија је завршила проширење за 250.000 барела дневно у својој рафинерији у Бомонту, Тексас, почетком 2023. године.

### Решења са ниским садржајем угљеника
Званично формирано Ексонмобиловим корпоративним реструктурирањем 2022, и тренутно предвођено бившим председником Џенерал моторса Дан Аманом, Нискоугљенична решења су одељење за алтернативну енергију компаније. Одељење наводи да ће смањити емисије у секторима које је тешко декарбонизовати као што су тешка индустрија, комерцијални транспорт и производња електричне енергије користећи комбинацију горива са нижим емисијама, водоника, и хватањем и складиштењем угљеника. Нискоугљенична решења спроводе истраживање о чистим енергетским технологијама, укључујући биогорива алги, биодизел направљен од пољопривредног отпада, карбонатне горивне ћелије и рафинацију сирове нафте у пластику коришћењем мембрана и осмозе уместо топлоте. Компанија је у априлу 2023. спекулисала да би, у очекивању добрих економских услова, пословање са нискоугљеничним решењима могло да надмаши вредност њених нафтних и гасних операција.
Према подацима из 2023. године, компанија је била у процесу пројектовања своје инаугурационе велике фабрике намењене производњи водоника са ниским садржајем угљеника, смештене у оквиру свог рафинеријског и петрохемијског комплекса у Бејтауну у Тексасу. Овај пројекат би требало да постане највећи светски пројекат водоника са ниским садржајем угљеника.

#### Захватање и складиштење угљеника
Ексонмобил је јавно најавио да ће уложити 15 милијарди долара у оно што је сматрао „будућношћу са ниском емисијом угљеника“ и тврди да је светски лидер у прикупљању и складиштењу угљеника. Компанија додатно планира да њене Скоуп 1 и 2 емисије буду угљенично неутралне до 2050. Ексонмобил је додатно купио компанију за биогориво Биоџет АС 2022. године, а његова канадска подружница Империјал оил наставља са плановима за производњу обновљивог дизел биогорива. У јулу 2023. године, Ексон је пристао да купи Денбери ресурсе за 4,9 милијарди долара како би унапредио своје нискоугљеничне напоре.

#### Нискоугљенични енергетски пројекти
Ексон ради на енергетским пројектима са ниским садржајем угљеника, фокусирајући се на основна истраживања у пет до десет кључних области. Овај рад троши део од милијарде долара годишње које Ексон троши на истраживања широм света и 8 милијарди долара које је потрошио од 2000. године на истраживање, развој и примену технологија са ниским садржајем угљеника. Пројекти укључују: биогорива алги, биодизел из пољопривредног отпада, растопљене карбонатне горивне ћелије, и нове начине за производњу пластике којима се производи мање угљен-диоксида.

#### Рударство литијума
У новембру 2023. Ексонмобил је почео са израдом бушотина за литијум у америчкој држави Арканзас. У јуну 2024. потписан је прелиминарни уговор о испоруци литијума за СК групи. Литијум је намењен за производњу литијум-јонских батерија које ће покретати електрична возила.